# Fortalesa de l'Avançada
La Fortalesa de l'Avançada, anomenada també Fortalesa d'Albercuix, o d'Albercutx, o simplement La Fortalesa, és una fortificació situada a la Punta de l'Avançada, al municipi de Pollença (Mallorca). Està declarada Bé d'Interès Cultural.

## Història
La primera edificació data de 1622, quan el consell municipal i el virrei van acordar la construcció de la fortificació per a defensar la badia de Pollença de les nombroses incursions corsàries que patia. L'obra, dissenyada per l'enginyer reial Antonio Saura, i executada pel mestre paleta Gabriel Ballester, es va esfondrar poc després de finalitzada, a causa d'una mala execució. Ballester va haver de tornar-la a construir, acabant les obres el 1628, però amb un resultat poc satisfactori. El 1682 es va construir una nova fortalesa, al costat de l'anterior, dirigida per l'enginyer reial Vicente Mut, que es va concloure el 1684, i es va enderrocar l'anterior edifici. Les tasques d'acabats i ornamentació van continuar fins al 1692.
A finals del segle xix, ja desapareguda l'amenaça pirata, l'Estat la va vendre. El 1919 la va comprar el pintor argentí Roberto Ramaugé, aconsellat pel seu amic Anglada-Camarasa, i la va convertir en una residència de luxe. Hi va construir una gran piscina envoltada de nombroses columnes, va traçar jardins i escalinates, i va crear un bosc on abans només hi havia roques. També va encarregar 200 peces esculpides a l'escultor hispà-nord-americà José de Decreeft, qui com Anglada-Camarassa, havia establert la seva residència a Pollença. Ramaugé es va convertir en amfitrió de la colònia d'artistes que residien a Pollença entre els anys 20 i principis dels anys 30, contribuint així a la seva cohesió.
A l'inici de la Guerra Civil espanyola la finca va ser confiscada per l'Exèrcit de l'Aire, que la va convertir en part d'una base d'hidroavions. Amb la fi de la guerra la finca va ser abandonada i espoliada, fins al 1984, que va tornar a mans dels hereus de Ramaugé. Els posteriors propietaris hi van fer importants reformes. El 2008 es va posar a la venda per 120 milions d'euros, passant a ser considerada la propietat més cara d'Espanya. El 2011 la va comprar el polític britànic James Lupton per 40 milions d'euros. L'edifici s'ha utilitzat per a la celebració d'esdeveniments, com la boda del tennista Rafa Nadal.

## Descripció
De planta hexagonal, amb definició centralitzada per una pati circular cobert per una claraboia en cúpula. La façana, amb carreu de marès, atalussada fins al cordó superior. El recinte estava circumval·lat per un fossat, un parapet i un camí de ronda.